# 几内亚国旗
几内亚國旗採用於1958年11月10日，是一面三色旗。由泛非主義三色组成，象征反殖民主义斗争牺牲者的鲜血(红)、富饶的矿产资源(黄)和欣欣向荣的农业(绿)。
几内亚国旗易同马里国旗混淆，两旗帜均由紅、黃、綠三色组成，区别是几内亚国旗自左至右为紅、黃、綠，而马里国旗自左至右为绿、黄、红。